# 杰米·麦克尤恩
杰米·麦克尤恩（英語：Jamie McEwan，1952年9月24日—2014年6月14日），美国男子皮划艇运动员。他曾代表美国参加1972年和1992年夏季奥林匹克运动会皮划艇比赛，其中1972年奥运会获得一枚铜牌。